# Двоичный код Голея
Двоичный код Голея — один из двух связанных друг с другом исправляющих ошибки линейных кодов:
- совершенный двоичный код Голея  — совершенный двоичный код с параметрами {\displaystyle [23,12,7]}, или
- расширенный двоичный код Голея, получающийся из совершенного добавлением бита контроля чётности и имеющий параметры {\displaystyle [24,12,8]}.

## Свойства
- Совершенный код Голея исправляет ошибки, если они затронули не более 3 бит, и обнаруживает факт наличия ошибки если они затронули не более 7 бит.
- Расширенный код Голея дважды чётен (норма любого вектора делится на 4), и унимодулярен (размерность равна половине размерности пространства).
- Минимальная норма ненулевого вектора расширенного кода Голея равна 8. Размерность 24 — первая, в которой дважды чётный унимодулярный код может не иметь вектора нормы 4.
- Группа автоморфизмов расширенного кода Голея — группа Матьё {\displaystyle M_{24}}.
- Наборы единиц векторов нормы 8 расширенного кода Голея образуют систему Штейнера {\displaystyle S(24,8,5)}.

## Применение
Код Голея применялся в ходе программы Вояджер при передаче аппаратами Вояджер-1 и Вояджер-2 цветных изображений Юпитера и Сатурна.